# Дрібний дощ
«Дрібний дощ» — український короткометражний фільм режисера Георгія Делієва.

## Опис
Перші повоєнні роки. Двоє полонених німців працюють в напівзруйнованому українському селі … Кілька годин, які змусили змінити відносини між мирними жителями — єврейкою і українкою, і полоненими…